# Dominik Rolli
Pour les articles homonymes, voir Rolli.
Dominik Rolli, né le 19 février 1996, est un coureur de fond suisse. Il a remporté deux médailles aux championnats d'Europe de course en montagne et trail 2022.

## Biographie
Dominik Rolli grandit à Oberbalm dans une famille qui possède une ferme porcine. Pratiquant la course à pied comme loisir dès son enfance, il participe à sa première compétition à l'âge de huit dans la course pour enfants du Grand Prix de Berne et se classe deuxième de sa catégorie d'âge.
Il s'inscrit par la suite au ST Bern et se spécialise dans les courses de fond sur piste. S'entraînant régulièrement en montagne, il pratique également la course en montagne,. En 2020, il franchit un palier en remportant la médaille de bronze lors des championnats suisses de 10 000 mètres à Uster en 29 min 30 s 80, puis également le bronze lors des championnats suisses de semi-marathon à Belp en 1 h 4 min 52 s.
Le 19 septembre 2021, il participe au semi-marathon de Copenhague. Il s'y classe dixième en 1 h 3 min 13 s, améliorant son record personnel de plus d'une minute trente et signant la sixième meilleure performance suisse de tous les temps.
Le 1er juillet 2022, il prend le départ de l'épreuve en montée lors des championnats d'Europe de course en montagne à El Paso. Il crée la surprise en prenant un excellent départ et en parvenant à suivre le rythme du grand favori, l'Italien Cesare Maestri. Sans relâcher son effort, il résiste aux assauts de l'Espagnol Daniel Osanz pour conserver sa deuxième place et décroche la médaille d'argent, sa première médaille internationale. Il double la mise au classement par équipes,. Deux jours plus tard, il s'élance sur l'épreuve de montée et descente. Suivant le duo de tête composé de Cesare Maestri et Sylvain Cachard, il réalise une solide course pour terminer sur la troisième marche du podium.

## Palmarès

### Course en montagne
| no  | masculin           | Course                                                           | Longueur | Départ            | Temps           |
| --- | ------------------ | ---------------------------------------------------------------- | -------- | ----------------- | --------------- |
| 3e  | Médaille de bronze | Semi-marathon d'Aletsch                                          | 21,1 km  | 18 juin 2017      | 1 h 41 min 41 s |
| 1re | Médaille d'or      | Semi-marathon de Zermatt                                         | 21,1 km  | 6 juillet 2019    | 1 h 39 min 25 s |
| 3e  | Médaille de bronze | Les KM de Chando                                                 | 7,7 km   | 21 septembre 2019 | 1 h 15 min 58 s |
| 2e  | Médaille d'argent  | Championnats d'Europe de course en montagne - Montée             | 8,85 km  | 1er juillet 2022  | 45 min 19 s     |
| 3e  | Médaille de bronze | Championnats d'Europe de course en montagne - Montée et descente | 17,6 km  | 3 juillet 2022    | 1 h 7 min 41 s  |
| 3e  | Médaille de bronze | Marathon de la Jungfrau                                          | 42,2 km  | 7 septembre 2024  | 3 h 7 min 37 s  |
| 2e  | Médaille d'argent  | Neirivue-Moléson                                                 | 10,6 km  | 15 juin 2025      | 59 min 35 s     |
| 1re | Médaille d'or      | Championnats suisses de course en montagne                       | 11,33 km | 21 juin 2025      | 46 min 25 s     |

### Piste
| Année | Compétition                                                     | Lieu        | Place | Épreuve | Temps          |
| ----- | --------------------------------------------------------------- | ----------- | ----- | ------- | -------------- |
| 2021  | Championnats d'Europe d'athlétisme par équipes (Première Ligue) | Cluj-Napoca | 5e    | 5 000 m | 13 min 57 s 20 |

### Route/cross
| Année | Compétition                   | Lieu     | Place | Épreuve          | Temps          |
| ----- | ----------------------------- | -------- | ----- | ---------------- | -------------- |
| 2022  | Stralugano                    | Lugano   | 1er   | 10 kilomètres    | 29 min 38 s    |
| 2022  | Morat-Fribourg                | Fribourg | 5e    | Course populaire | 54 min 15 s    |
| 2023  | Morat-Fribourg                | Fribourg | 6e    | Course populaire | 53 min 28 s    |
| 2024  | Marathon de Zurich            | Zurich   | 5e    | Marathon         | 2 h 16 min 8 s |
| 2024  | Morat-Fribourg                | Fribourg | 4e    | Course populaire | 53 min 9 s     |
| 2024  | Corrida bulloise              | Bulle    | 3e    | Course populaire | 23 min 24 s    |
| 2025  | Championnats suisses de cross | Berne    | 1er   | Cross-country    | 31 min 57 s    |
| 2025  | Grand Prix de Berne           | Berne    | 2e    | 10 miles         | 48 min 43 s    |

## Records
| Épreuve       | Performance     | Date            | Lieu       |
| ------------- | --------------- | --------------- | ---------- |
| 3 000 mètres  | 8 min 5 s 58    | 12 août 2023    | Aarau      |
| 5 000 mètres  | 13 min 51 s 82  | 19 août 2023    | Regensdorf |
| 10 000 mètres | 29 min 17 s 57  | 4 juin 2021     | Uster      |
| 10 kilomètres | 29 min 16 s     | 5 mars 2023     | Payerne    |
| 10 kilomètres | 29 min 16 s     | 3 mars 2024     | Payerne    |
| Semi-marathon | 1 h 3 min 4 s   | 6 avril 2025    | Berlin     |
| Marathon      | 2 h 14 min 35 s | 3 décembre 2023 | Valence    |